# 아오시마촌 (도야마현)
아오시마촌(青島村)은 도야마현 히가시토나미군에 있던 촌이다.

## 역사
- 1889년 4월 1일 - 정촌제 시행에 의해  도나미군 아오시마촌이 성립하였다.
- 1896년 4월 1일 - 군 개편에 의해 도나미군이 분할해 히가시토나미군이 성립에 의해 히가시토나미군에 속하게 되었다.
- 1952년 6월 1일 - 도나미 군 아오시마 촌·오가미 촌·다네다 촌·히가시야마미 촌과 합병해 쇼가와정이 성립하였다.

## 참고문헌
- 『市町村名変遷辞典』東京堂出版、1990年。